# تانيشا رايت
تانيشا رايت (بالإنجليزية: Tanisha Wright)‏ مواليد 29 نوفمبر 1983 في بروكلين، هي لاعبة كرة سلة أمريكية. بدأت مسيرتها الاحترافية في سنة 2005. تم اختيارها من قبل فريق سياتل ستورم خلال الدرافت. تلعب مع فريق نيويورك ليبرتي في دوري الاتحاد الوطني لكرة السلة النسائية. وتحمل الرقم 30. فازت بلقب دوري المحترفات.

## روابط خارجية
- تانيشا رايت على موقع الاتحاد الدولي لكرة السلة (الإنجليزية)
- تانيشا رايت على موقع الاتحاد الوطني لكرة السلة النسائية (الإنجليزية)
- تانيشا رايت على موقع كرة السلة الأوروبية.كوم (الإنجليزية)
- تانيشا رايت على موقع كلية كرة السلة في سبورتس رفرنس.كوم (الإنجليزية)
- تانيشا رايت على موقع بروبوليرز (الإنجليزية)
- تانيشا رايت على موقع سبورتس رفرنس (الإنجليزية)
- تانيشا رايت على موقع سبورتس رفرنس (الإنجليزية)